# Joe Morris
Joseph Morris, detto Joe (Annapolis, 17 agosto 1989), è un velista statunitense, che ha rappresentato gli Stati Uniti ai Giochi olimpici di Rio de Janeiro 2016 nella classe 49er.